# Batalla de Plassey
La batalla de Plassey fue un enfrentamiento de escasa envergadura que, sin embargo, tuvo enormes consecuencias. Aconteció en una aldea de Bengala Occidental conocida en aquel entonces como Plassey o Plasai (hoy Palashi), ubicada entre Calcuta y Mushidabad, en una zona arbolada y cercada por la jungla.

## Antecedentes
La subá de Bengala; También conocido como Bengala mogol, fue la subdivisión más grande del Imperio mogol y más tarde un estado independiente bajo el nabab de Bengala que abarca gran parte de la región de Bengala, que incluye el moderno Bangladesh y el estado indio de Bengala Occidental, entre los siglos XVI y XVIII.[cita requerida] De 1741 a 1751, los marathas bajo el mando de Raghuji Bhonsle invadieron Bengala seis veces. En 1751, los marathas firmaron un tratado de paz con los nawab de Bengala, según el cual Mir Habib (un ex cortesano de Alivardi Khan, que había desertado a los marathas) fue nombrado gobernador provincial de Orissa bajo el control nominal de los nawab de Bengala. Convirtió al Nawab de Bengala en un tributario de los Marathas, que acepta pagar Rs. 1,2 millones anuales como chauth de Bengala y Bihar, y los marathas acordaron no invadir Bengala nuevamente. El Nawab de Bengala también pagó Rs. 3,2 millones a los Marathas, para cubrir los atrasos de chauth de los años anteriores.
La Compañía Británica de las Indias Orientales tuvo una fuerte presencia en la India con sus tres estaciones principales: Fort St. George en Madrás, Fort William en Calcuta y el castillo de Bombay en el oeste de la India desde la guerra anglo-mogol. Estas estaciones eran presidencias independientes gobernadas por un presidente y un consejo, designados por el Tribunal de Directores de Inglaterra. Los británicos adoptaron una política de aliarse con varios príncipes y nababs, prometiendo seguridad contra usurpadores y rebeldes. Los nababs a menudo les hacían concesiones a cambio de seguridad.
En el siglo XVIII había cesado toda rivalidad entre la Compañía Británica de las Indias Orientales y sus homólogos neerlandeses o portugueses. Los franceses también habían establecido una Compañía Francesa de las Indias Orientales bajo Luis XIV y tenían dos estaciones importantes en la India: Chandernagor en Bengala y Pondicherry (ahora distrito de Puducherry) en la costa Carnática, ambas gobernadas por la presidencia de Pondicherry. Los franceses llegaron tarde al comercio con la India, pero rápidamente se establecieron en la India y estaban a punto de superar a Gran Bretaña en el control.

## Batalla

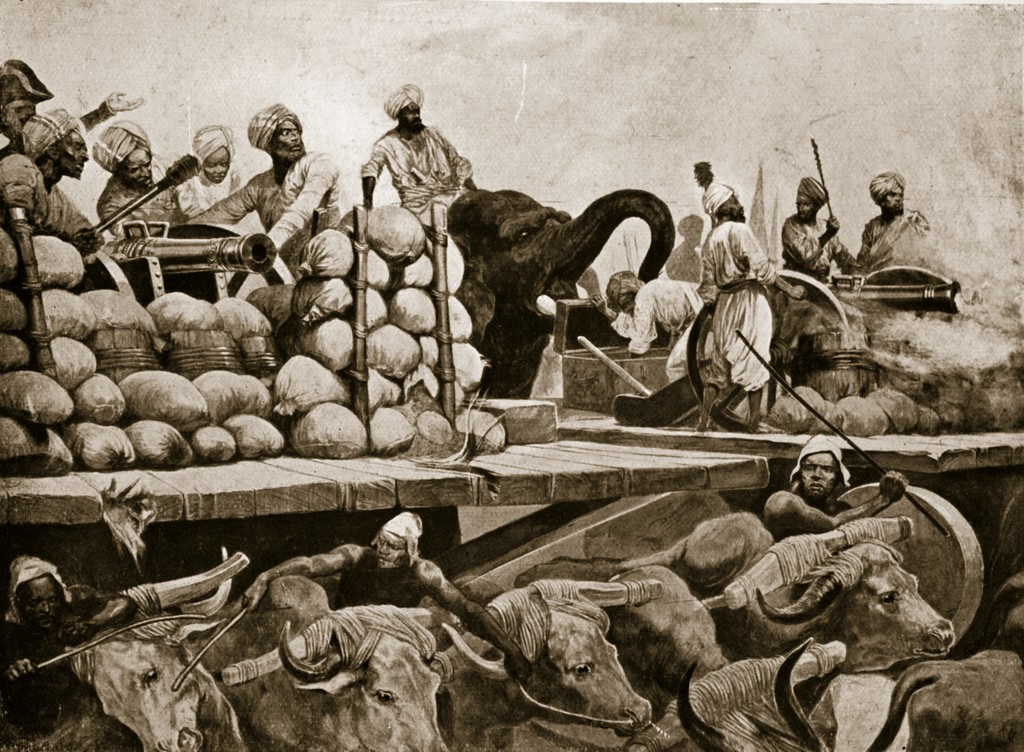
La artillería del nabab sobre plataforma móvil. Un gran escenario, elevado a dos metros del suelo, transportaba además del cañón, todas las municiones que le pertenecían, y a los propios artilleros que manejaban el cañón, en el propio escenario. Estas máquinas eran arrastradas por 40 o 50 yuntas de bueyes blancos, de mayor tamaño, criados en el país de Purnea; y detrás de cada cañón caminaba un elefante, entrenado para ayudar en los tirones difíciles, empujando con la frente contra la parte trasera del carruaje.

Al amanecer del 23 de junio, el ejército de nabab salió de su campamento y comenzó a avanzar hacia la arboleda. Su ejército estaba formado por 30.000 infantes de todo tipo, armados con mechas, espadas, picas y cohetes y 20.000 jinetes, armados con espadas o lanzas largas, intercalados por 300 piezas de artillería, en su mayoría de 32, 24 y 18 libras. El ejército también incluía un destacamento de unos 50 artilleros franceses al mando de Monsieur Sinfray que dirigían sus propias piezas de campaña. Los franceses tomaron posiciones en el tanque más grande con cuatro piezas ligeras adelantadas por dos piezas más grandes, a una milla de la arboleda. Detrás de ellos había un cuerpo de 5.000 jinetes y 7.000 infantes comandados por los fieles generales del nabab, Mir Madan Khan y Diwan Mohanlal. El resto del ejército, 45.000 personas, formó un arco desde la pequeña colina hasta una posición a 800 yardas (730 metros) al este del ángulo sur de la arboleda, amenazando con rodear al ejército relativamente más pequeño de Clive. El brazo derecho de su ejército estaba comandado por Rai Durlabh, el centro por Yar Lutuf Khan y el brazo izquierdo más cercano a los británicos por Mir Jafar.
Clive observó cómo se desarrollaba la situación desde el techo del pabellón de caza, anticipando noticias de Mir Jafar. Ordenó a sus tropas que avanzaran desde la arboleda y se alinearan frente al tanque más grande. Su ejército estaba formado por 750 infantes europeos con 100 topasses, 2100 cipayos (dusadhs) y 100 artilleros asistidos por 50 marineros. La artillería constaba de ocho cañones de 6 libras y dos obuses. Los europeos y los topasses estaban colocados en el centro de la línea en cuatro divisiones, flanqueados a ambos lados por tres cañones de 6 libras. Los cipayos estaban colocados a derecha e izquierda en divisiones iguales. Clive colocó dos cañones de 6 libras y dos obuses detrás de unos hornos de ladrillos a 200 yardas (180 metros) al norte de la división izquierda de su ejército para resistir el fuego francés.

### Comienzo de la batalla
A las 8:00, la artillería francesa en el tanque más grande disparó el primer tiro, matando a uno e hiriendo a otro de la compañía de granaderos del 39.º Regimiento. Esto como señal, el resto de la artillería del nabab inició un intenso y continuo fuego. Las piezas de campo avanzadas de los británicos se opusieron al fuego francés, mientras que las del batallón se opusieron al resto de la artillería del nabab. Sus disparos no sirvieron para inmovilizar la artillería sino que impactaron en las divisiones de infantería y caballería. A las 8:30, los británicos habían perdido 10 europeos y 20 cipayos. Dejando la artillería avanzada en los hornos de ladrillos, Clive ordenó al ejército que se retirara al relativo refugio de la arboleda. La tasa de bajas de los británicos se redujo sustancialmente debido a la protección del terraplén.

### Muerte de Mir Madan Khan
Después de tres horas, no había habido avances sustanciales y las posiciones de ambas partes no habían cambiado. Clive convocó una reunión de su personal para discutir el camino a seguir. Se concluyó que la posición actual se mantendría hasta después del anochecer y que se debería intentar un ataque al campamento del nabab a medianoche. Poco después de la conferencia, se produjo una fuerte tormenta. Los británicos utilizaron lonas para proteger sus municiones, mientras que el ejército de nabab no tomó tales precauciones. Como resultado, su pólvora se empapó y su cadencia de fuego disminuyó, mientras que la artillería de Clive mantuvo un fuego continuo. Cuando la lluvia comenzó a amainar, Mir Madan Khan, asumiendo que los cañones británicos habían quedado ineficaces por la lluvia, dirigió su caballería a la carga. Sin embargo, los británicos contrarrestaron la carga con metralla pesada, hiriendo mortalmente a Mir Madan Khan y haciendo retroceder a sus hombres.
Siraj había permanecido en su tienda durante todo el cañoneo, rodeado de asistentes y oficiales que le aseguraban la victoria. Cuando escuchó que Mir Madan había sido herido de muerte, se sintió profundamente perturbado e intentó reconciliarse con Mir Jafar, arrojando su turbante al suelo y rogándole que lo defendiera. Mir Jafar prometió sus servicios, pero inmediatamente envió un mensaje de este encuentro a Clive, instándolo a seguir adelante. Tras la salida de Mir Jafar de la tienda del Nawab, Rai Durlabh instó a Siraj a retirar su ejército detrás de la trinchera y le aconsejó que regresara a Murshidabad dejando la batalla a sus generales. Siraj cumplió con este consejo y ordenó a las tropas al mando de Mohan Lal que se retiraran detrás de la trinchera. Luego montó en un camello y, acompañado por 2.000 jinetes, partió hacia Murshidabad.

### Final
En la tarde del 23 de junio, Clive recibió una carta de Mir Jafar solicitando una reunión con él. Clive respondió que se reuniría con Mir Jafar en Daudpur a la mañana siguiente. Cuando Mir Jafar llegó al campamento británico en Daudpur por la mañana, Clive lo abrazó y lo saludó como el nabab de Bengala, Bihar y Odisha. Luego aconsejó a Mir Jafar que se apresurara a ir a Murshidabad para evitar la fuga de Siraj y el saqueo de su tesoro. Mir Jafar llegó a Murshidabad con sus tropas la tarde del 24 de junio. Clive llegó a Murshidabad el 29 de junio con una guardia de 200 soldados europeos y 300 cipayos tras los rumores de un posible atentado contra su vida. Clive fue llevado al palacio del nabab, donde fue recibido por Mir Jafar y sus oficiales. Clive colocó a Mir Jafar en el trono y, reconociendo su posición como nabab, le entregó un plato de rupias de oro.
Siraj-ud-daulah había llegado a Murshidabad a medianoche del 23 de junio. Convocó un consejo donde algunos le aconsejaron que se rindiera a los británicos, otros que continuaran la guerra y otros que prolongaran su huida. A las 22:00 horas del 24 de junio, Siraj se disfrazó y escapó hacia el norte en un barco con su esposa y valiosas joyas. Su intención era escapar a Patna con la ayuda de Jean Law. A la medianoche del 24 de junio, Mir Jafar envió varios grupos en busca de Siraj. El 2 de julio, Siraj llegó a Rajmahal y se refugió en un jardín desierto, pero pronto fue descubierto y traicionado ante el gobernador militar local, hermano de Mir Jafar, por un hombre que previamente había sido arrestado y castigado por Siraj. Su destino no pudo ser decidido por un consejo encabezado por Mir Jafar y fue entregado al hijo de Mir Jafar, Miran, quien hizo asesinar a Siraj esa noche. Sus restos fueron exhibidos por las calles de Murshidabad a la mañana siguiente y fueron enterrados en la tumba de Alivardi Khan.
Según el tratado firmado entre los británicos y Mir Jafar, los británicos adquirieron todas las tierras dentro de Maratha Ditch (Zanja de Maratha) y 600 yardas (550 metros) más allá y los zamindar de todas las tierras entre Calcuta y el mar. Además de confirmar el firman de 1717, el tratado también exigía la restitución, incluidas donaciones al escuadrón, al ejército y al comité de la marina, de 22.000.000 de rupias (2.750.000 libras esterlinas) a los británicos por sus pérdidas. Sin embargo, como la riqueza de Siraj-ud-daulah resultó ser mucho menor de lo esperado, un consejo celebrado con los Seth y Rai Durlabh el 29 de junio decidió que la mitad de la cantidad debía pagarse inmediatamente: dos tercios en monedas y un tercio en joyas y otros objetos de valor. Cuando terminó el consejo, se le reveló a Omichund que no recibiría nada con respecto al tratado, y al oírlo se "volvió loco.

## Consecuencias
Como resultado de la batalla de Plassey, los franceses ya no eran una fuerza significativa en Bengala. En 1759, los británicos derrotaron a una guarnición francesa más grande en Machilipatnam, asegurando los Circars septentrionales. En 1759, Mir Jafar sintió que su posición como subordinado de los británicos no podía ser tolerada. Comenzó a alentar a los neerlandeses a avanzar contra los británicos y expulsarlos de Bengala. A finales de 1759, los neerlandeses enviaron siete grandes barcos y 1.400 hombres desde Java a Bengala con el pretexto de reforzar su asentamiento bengalí de Chinsura, aunque Gran Bretaña y Países Bajos no estaban oficialmente en guerra. Clive, sin embargo, inició operaciones ofensivas inmediatas por tierra y mar y derrotó a la fuerza neerlandesa, mucho más numerosa, el 25 de noviembre de 1759 en la batalla de Chinsurah. Luego, los británicos depusieron a Mir Jafar e instalaron a Mir Qasim como nabab de Bengala. Los británicos eran ahora la potencia europea dominante en Bengala. Cuando Clive regresó a Inglaterra debido a problemas de salud, fue recompensado con un título nobiliario irlandés, como Barón Clive de Plassey y también obtuvo un asiento en la Cámara de los Comunes.
La lucha continuó en áreas de Decán y Hyderabad como Arcot, Wandewash, Tanjore y Cuddalore, culminando en 1761 cuando el coronel Eyre Coote derrotó a una guarnición francesa al mando de De Lally, apoyada por Hyder Ali en Pondicherry. Los franceses recuperaron Pondicherry en 1763 mediante el Tratado de París, pero nunca recuperaron su antiguo estatus en la India. De hecho, los británicos emergerían como gobernantes del subcontinente en los años siguientes.